# 기타카미시
기타카미시(일본어: 北上市)는 일본 이와테현 남서부에 있는 시이다. 예전에는 와가군에 속했다.

## 개요
인구는 약 9만 명으로 현내 13시 중에서는 모리오카시, 오슈시, 이치노세키시, 하나마키시에 이어 5번째로 많다. 쌍둥이 도시인 하나마키시와 함께 인구 약 22만 명의 기타카미 도시권(기타카미·하나마키 도시권)을 형성하고 현내에서는 모리오카 도시권에 뒤이은 규모이다.
1950년대까지는 특별한 특징이 없는 흔한 농업 지역이었지만 이후 비교적 빠른 시기에 기업 유치에 임하기 시작했다. 도호쿠 자동차도·도호쿠 신칸센의 정비에 이어 아키타현 요코테 분지, 아키타항으로 연결되는 아키타 자동차도가 개통하면서 도호쿠 자동차도와 아키타 자동차도가 만나는 지점으로 이와테·아키타 두 현에 걸치는 중요 유통 거점의 지위를 얻었다. 유통에서의 리스크 분산과 다양한 유통 선택사항을 얻을 수 있는 입지로 내륙 공업도 집적하고 있다. 현재 180개 이상의 기업 유치에 성공해 도호쿠에서도 유수한 유통·공업 집적지로 성장했고 그 때문에 인구가 감소하는 시정촌이 많은 가운데 기타카미시는 이와테현 안에서도 몇 안되는 인구 증가 지역이다. 최근에는 기타카미역 주변에 잇달아 맨션이나 호텔이 건설되고 있어 도시 경관도 변모하고 있다. 기타카미라는 명칭은 기타카미강이나 기타카미 분지와 연관된다.

## 역사
9세기에 구니미산 고쿠라쿠지가 산악 불교의 거점으로 번창하였다. 이것이 현재 기타카미시의 기초가 되었다. 에도 시대에는 모리오카번과 센다이번의 경계로, 하천 교통의 거점으로 번창했다.
- 1954년 4월 1일 - 구로사와지리정, 이토요촌, 후나고촌, 사라키촌, 오니야나기촌, 아이사리촌, 후쿠오카촌이 합병해 기타카미시가 되었다.
- 1955년 7월 10일 - 에사시정(훗날 에사시시, 현재의 오슈시 에사시구)의 일부를 편입하였다.
- 1991년 4월 1일 - 기타카미시, 와가정, 에즈리코촌이 합병해 현재의 기타카미시가 되었다.

## 지리

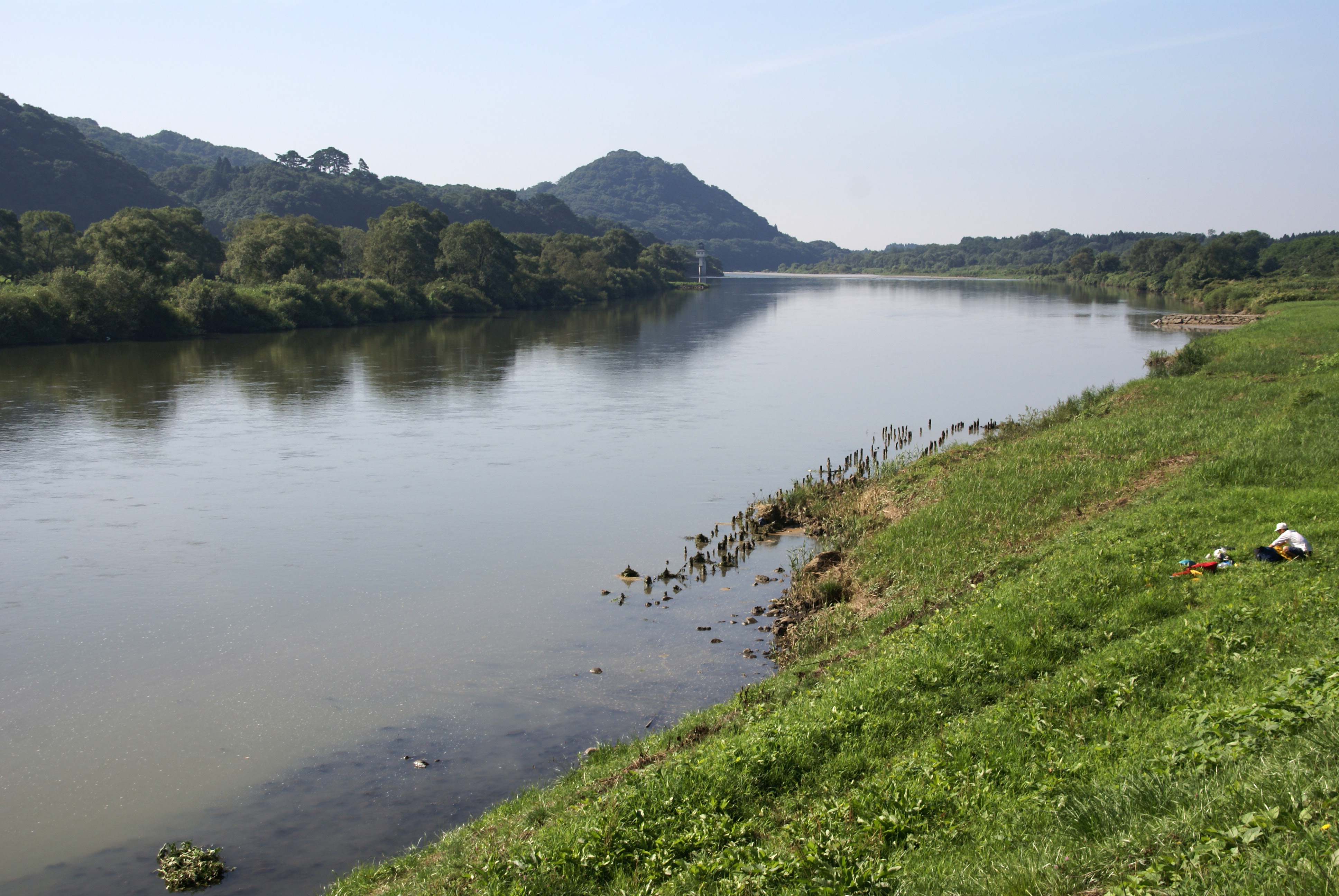
기타카미강

이와테현 남서부에 있고 기타카미 분지의 중앙에 위치한다. 현청 소재지인 모리오카시에서 약 45km, 센다이시에서는 약 138km, 아키타시에서는 약 107km, 도쿄에서는 약 490km 거리이다. 지형은 중앙부에 기타카미 분지가 펼쳐져 있고 동부는 기타카미 산계의 구릉지, 서부에는 오우 산계의 산들이 늘어서 있다. 평야부 동단을 남류하는 기타카미강과 중앙부를 동류하는 와가강이 합류해 전원 지대를 적신다. 고도는 평야부에서 약 50~200m, 동부 구릉지는 약 200~400m이다.

### 기후
동일본 태평양 연안 기후구에 속하지만 오우 산계와 기타카미 산계 사이에 끼어 있기 때문에 내륙성 기후의 특성도 가진다. 동해측 기후의 영향을 받기 쉬워 적설량도 비교적 많다.
| 기타카미시의 기후                                            | 기타카미시의 기후 | 기타카미시의 기후 | 기타카미시의 기후 | 기타카미시의 기후 | 기타카미시의 기후 | 기타카미시의 기후 | 기타카미시의 기후 | 기타카미시의 기후 | 기타카미시의 기후 | 기타카미시의 기후 | 기타카미시의 기후 | 기타카미시의 기후 | 기타카미시의 기후 |
| 월                                                           | 1월               | 2월               | 3월               | 4월               | 5월               | 6월               | 7월               | 8월               | 9월               | 10월              | 11월              | 12월              | 연간              |
| ------------------------------------------------------------ | ----------------- | ----------------- | ----------------- | ----------------- | ----------------- | ----------------- | ----------------- | ----------------- | ----------------- | ----------------- | ----------------- | ----------------- | ----------------- |
| 역대 최고 기온 °C (°F)                                       | 13.4 (56.1)       | 15.4 (59.7)       | 21.7 (71.1)       | 28.9 (84.0)       | 33.5 (92.3)       | 33.8 (92.8)       | 36.6 (97.9)       | 37.0 (98.6)       | 35.8 (96.4)       | 28.4 (83.1)       | 22.1 (71.8)       | 18.4 (65.1)       | 37.0 (98.6)       |
| 일평균 최고 기온 °C (°F)                                     | 2.4 (36.3)        | 3.6 (38.5)        | 8.1 (46.6)        | 15.0 (59.0)       | 20.8 (69.4)       | 24.3 (75.7)       | 27.4 (81.3)       | 28.9 (84.0)       | 24.8 (76.6)       | 18.5 (65.3)       | 11.6 (52.9)       | 4.9 (40.8)        | 15.9 (60.5)       |
| 일일 평균 기온 °C (°F)                                       | −0.9 (30.4)       | −0.1 (31.8)       | 3.4 (38.1)        | 9.4 (48.9)        | 15.2 (59.4)       | 19.3 (66.7)       | 22.9 (73.2)       | 24.1 (75.4)       | 20.1 (68.2)       | 13.6 (56.5)       | 7.1 (44.8)        | 1.5 (34.7)        | 11.3 (52.3)       |
| 일평균 최저 기온 °C (°F)                                     | −4.2 (24.4)       | −3.7 (25.3)       | −0.8 (30.6)       | 4.2 (39.6)        | 10.3 (50.5)       | 15.3 (59.5)       | 19.4 (66.9)       | 20.5 (68.9)       | 16.2 (61.2)       | 9.1 (48.4)        | 2.9 (37.2)        | −1.7 (28.9)       | 7.3 (45.1)        |
| 역대 최저 기온 °C (°F)                                       | −17.3 (0.9)       | −17.4 (0.7)       | −11.1 (12.0)      | −5.4 (22.3)       | −0.2 (31.6)       | 6.2 (43.2)        | 9.3 (48.7)        | 11.8 (53.2)       | 4.9 (40.8)        | −1.0 (30.2)       | −7.1 (19.2)       | −15.0 (5.0)       | −17.4 (0.7)       |
| 평균 강수량 mm (인치)                                        | 72.7 (2.86)       | 56.3 (2.22)       | 87.7 (3.45)       | 86.4 (3.40)       | 112.1 (4.41)      | 128.1 (5.04)      | 196.7 (7.74)      | 165.3 (6.51)      | 156.1 (6.15)      | 118.2 (4.65)      | 91.7 (3.61)       | 91.9 (3.62)       | 1,357.8 (53.46)   |
| 평균 강설량 cm (인치)                                        | 123 (48)          | 99 (39)           | 42 (17)           | 2 (0.8)           | 0 (0)             | 0 (0)             | 0 (0)             | 0 (0)             | 0 (0)             | 0 (0)             | 3 (1.2)           | 73 (29)           | 340 (134)         |
| 평균 강우일수                                                | 14.6              | 12.6              | 13.0              | 11.0              | 10.7              | 10.4              | 13.1              | 11.4              | 11.8              | 11.4              | 13.4              | 15.4              | 148.8             |
| 평균 강설일수                                                | 13.8              | 12.8              | 5.2               | 0.3               | 0                 | 0                 | 0                 | 0                 | 0                 | 0                 | 0.3               | 7.4               | 39.8              |
| 평균 월간 일조시간                                           | 90.1              | 100.5             | 141.4             | 172.0             | 183.6             | 149.2             | 128.8             | 147.5             | 121.3             | 131.4             | 108.2             | 84.9              | 1,562             |
| 출처: 일본 기상청 (평년값: 1991년~2020년, 극값: 1976년~현재) |                   |                   |                   |                   |                   |                   |                   |                   |                   |                   |                   |                   |                   |

## 교통

### 공항
- 하나마키 공항

### 철도
- 동일본 여객철도
  - 도호쿠 신칸센
  - 도호쿠 본선
  - 기타카미선

### 도로
- 도호쿠 자동차도
- 아키타 자동차도
- 국도 4호선
- 국도 107호선
- 국도 456호선

## 인구
| 연도 | 인구   | ±%     |
| ---- | ------ | ------ |
| 1920 | 43,431 | —      |
| 1930 | 47,101 | +8.5%  |
| 1940 | 52,622 | +11.7% |
| 1950 | 67,097 | +27.5% |
| 1960 | 70,032 | +4.4%  |
| 1970 | 68,074 | −2.8%  |
| 1980 | 76,633 | +12.6% |
| 1990 | 82,902 | +8.2%  |
| 2000 | 91,501 | +10.4% |
| 2010 | 93,147 | +1.8%  |

## 자매 도시
- 일본 미야기현 시바타정
- 미국 캘리포니아주 콩코드
- 중화인민공화국 허난성 싼먼샤시